# Benedict Arnold
Benedict Arnold, 14. januar 1741, † 14. junij 1801.
Benedict Arnold je bil britanski vojaški častnik, rojen v Ameriki, ki je služil med ameriško revolucionarno vojno. Z odliko se je boril za ameriško kontinentalno vojsko in napredoval v čin generalmajorja, preden je leta 1780 prebegnil k Britancem. General George Washington mu je popolnoma zaupal in ga postavil za poveljnika West Pointa v New Yorku. Arnold je nameraval predati utrdbo britanskim silam, vendar je bila zarota odkrita septembra 1780, nakar je pobegnil k britanskim linijam. V poznejšem delu vojne je bil Arnold imenovan za brigadnega generala v britanski vojski in postavljen za poveljnika Ameriške legije. Vodil je britanske sile v bitki proti vojski, ki ji je nekoč poveljeval in njegovo ime je postalo sinonim za izdajo in prevaro v Združenih državah.
Arnold, rojen v Connecticutu, je bil trgovec, ki je ob začetku vojne upravljal ladje v Atlantiku. Sodeloval je tudi v francosko-indijanski vojni kot navadni vojakPridružil se je rastoči ameriški vojski zunaj Bostona in se odlikoval z dejanji, ki so kazala inteligenco in pogum: Leta 1775 je zavzel Fort Ticonderoga. Leta 1776 je uporabil obrambne in zavlačevalne taktike v bitki pri otoku Valcour na jezeru Champlain med invazijo na Kanado, kar je ameriškim silam dalo čas za pripravo obrambe New Yorka. Njegova uspešnost v bitki pri Ridgefieldu v Connecticutu je privedla do njegovega napredovanja v generalmajorja. Vodil je operacije, ki so Američanom prinesle olajšanje med obleganjem Fort Stanwixa in ključna dejanja med ključnimi bitkami pri Saratogi leta 1777, v katerih je utrpel poškodbe nog, zaradi katerih je bil več let izven boja.
Arnold je večkrat trdil, da ga je drugi kontinentalni kongres preskočil pri napredovanju in da so drugim častnikom pripisovali nekatere njegove dosežke. Nekateri v njegovih vojaških in političnih krogih so ga obtožili korupcije. Po formalnih preiskavah je bil oproščen vseh razen dveh manjših obtožb, vendar je kongres preiskal njegove finance in ugotovil, da je bil dolžan kongresu in da si je močno izposojal denar za vzdrževanje razkošnega življenjskega sloga.
Arnold se je družil s simpatizerji lojalistov v Filadelfiji in se poročil v lojalistično družino Peggy Shippen. Bila je tesna prijateljica britanskega majorja Johna Andréja in je ostala v stiku z njim, ko je postal vodja britanskega vohunskega sistema v New Yorku. Mnogi zgodovinarji menijo, da je ona olajšala Arnoldove načrte za prebeg; začel je tajna pogajanja z Andréjem, ona pa jima je posredovala sporočila. Britanci so obljubili 20.000 £ za zavzetje West Pointa, glavne ameriške trdnjave. Washington je zelo občudoval Arnolda in mu julija 1780 dal poveljstvo nad to utrdbo. Arnoldov načrt je bil predati utrdbo Britancem, vendar je bil razkrit septembra 1780, ko so ameriški milicisti ujeli Andréja, ki je nosil dokumente, ki so razkrili zaroto. Arnold je pobegnil, André pa je bil obešen.
Arnold je prejel čin brigadnega generala v britanski vojski, letno pokojnino v višini 360 £ in pavšalni znesek več kot 6.000 £. Vodil je britanske sile v napadu na Richmond in nadzoroval napad na New London v Connecticutu, ki je večji del mesta požgal do tal. Arnold je poveljeval tudi britanskim silam v bitki pri Blandfordu in bitki pri Groton Heights, slednja se je odvijala le nekaj kilometrov nizvodno od mesta, kjer je odraščal. Pozimi 1782 sta se s Shippenom preselila v London. Kralj Jurij III. in [[torijci so ga dobro sprejeli, medtem ko so ga vigi in večina častnikov britanske vojske obsojali.  Leta 1787 se je preselil v kolonijo New Brunswick v današnji Kanadi, da bi vodil trgovsko podjetje s svojima sinovoma Richardom in Henryjem. Tam je bil izjemno nepriljubljen in se je leta 1791 za stalno vrnil v London, kjer je umrl deset let pozneje.